# Tagboum
Tagboum ou appelé Tag Boum est un village de la commune de Mbe situé dans la région de l'Adamaoua et le département de la Vina au Cameroun.

## Population
En 2014, Tagboum comptait 3 500 habitants dont 1250 hommes et 2250 femmes. En terme d'enfants, le village comptait 375 nourrissons (0-35 mois), 592 nourrissons (0-59 mois), 221 enfants (4-5 ans), 819 enfants (6-14 ans), 648 adolescents (12-19 ans), 1215 jeunes (15-34 ans).

## Infrastructures officielles
Un centre d'état civil secondaire est mis à disposition des habitants. 

## Ressources naturelles
Un forage et un puits non fonctionnels pour accéder à l'eau sont présents au sein du village.